# Traktorny Zavod (metrostation)
Traktorny Zavod (Oekraïens: Тракторний завод, ⓘ; Russisch: Тракторный завод) is een station van de metro van Charkov. Het station maakt deel uit van de Cholodnohirsko-Zavodska-lijn en werd geopend op 11 augustus 1978. Het metrostation bevindt zich onder de Moskovsky Prospekt (Moskoulaan), in een groenstrook tussen een industriegebied en een woonwijk in het zuidoosten van Charkov. Zijn naam dankt station Traktorny Zavod aan de naastgelegen tractorfabriek ChTZ. Het station is verbonden met het spoorwegstation Losevo-1, waar kan worden overgestapt op voorstadstreinen (elektritsjka's).
Het station is ondiep gelegen en beschikt over een perronhal met een gewelfd plafond. Det dak bestaat uit geschakeld ten opzichte van elkaar aangebrachte betonnen elementen; aan de randen hiervan zijn in vier rijen kleine lampen opgehangen. Hetzelfde geschakelde patroon is toegepast in de bekleding van de wanden langs de sporen, bestaand uit roze en grijs marmer. Op deze marmeren bekleding zijn koperen emblemen van de nabijgelegen tractorfabriek aangebracht. De vloer van de perronhal is geplaveid met grijs natuursteen, waarin een patroon van geknikte witte lijnen is verwerkt. Aan beide uiteinden van het eilandperron leiden brede trappen naar de twee ondergrondse stationshallen, die verbonden zijn met voetgangerstunnels onder de Moskovsky Prospekt en de parallel daaraan gelegen spoorlijn. Deze tunnels komen uit bij station Losevo en de hoofdingang van de ChTZ.